# Миксомицеты
Слизевики, или миксомицеты (лат. Myxomycetes), — класс настоящих слизевиков (Mycetozoa), включающий более 800 видов организмов, крупнейшая группа среди амёбозоев. Встречаются повсеместно от тропиков до полярных регионов.

## История изучения
Первые зафиксированные наблюдения миксомицетов относятся к XVII веку. Томас Панковиус упоминает ликогалу древесинную в своём труде «Herbarium Portatile, oder behendes Kräuter- und Gewächsbuch» 1654 года как «быстрорастущий гриб» (лат. Fungus cito crescentes). Из-за сходства с гастеромицетами миксомицеты в Systema mycologicum были отнесены Элиасом Магнусом Фрисом к подклассу Myxogastres класса Gasteromycetes. В 1833 году Генрих Фридрих Линк выделил миксомицетов в отдельный класс грибов, дав ему название Myxomycetes.
В 1859 году в своей работе «Die Mycetozoen» Генрих Антон де Бари показал отличия миксомицетов от грибов и ввёл термин Mycetozoa («грибо-животные»). В настоящее время установлено, что миксомицеты относятся к группе Amoebozoa, в равной степени близкой грибам и животным. Тем не менее, их изучением по традиции занимаются преимущественно микологи.

## Жизненный цикл и строение

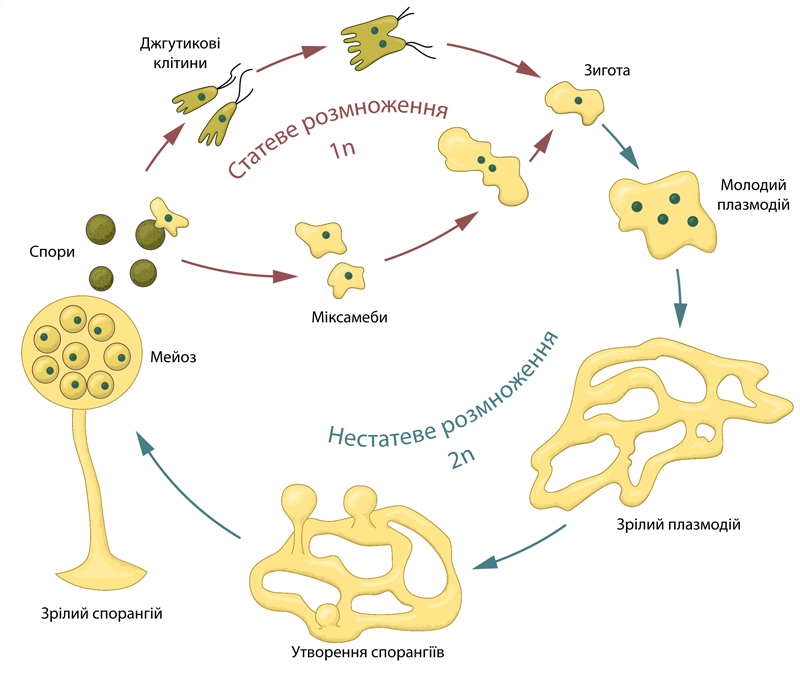
Жизненный цикл миксомицетов

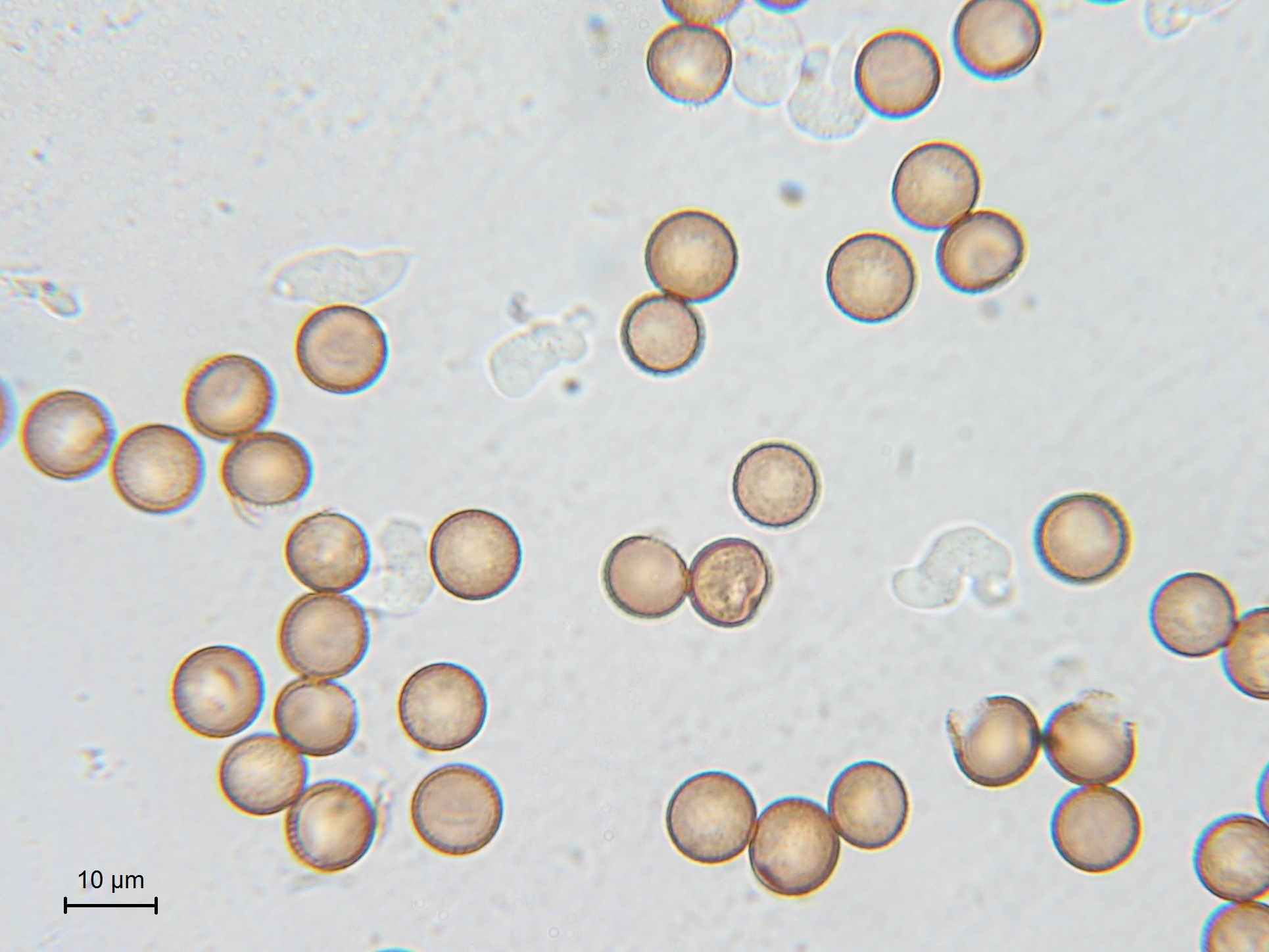
Вышедшие из спор миксамёбы Symphytocarpus flaccidus

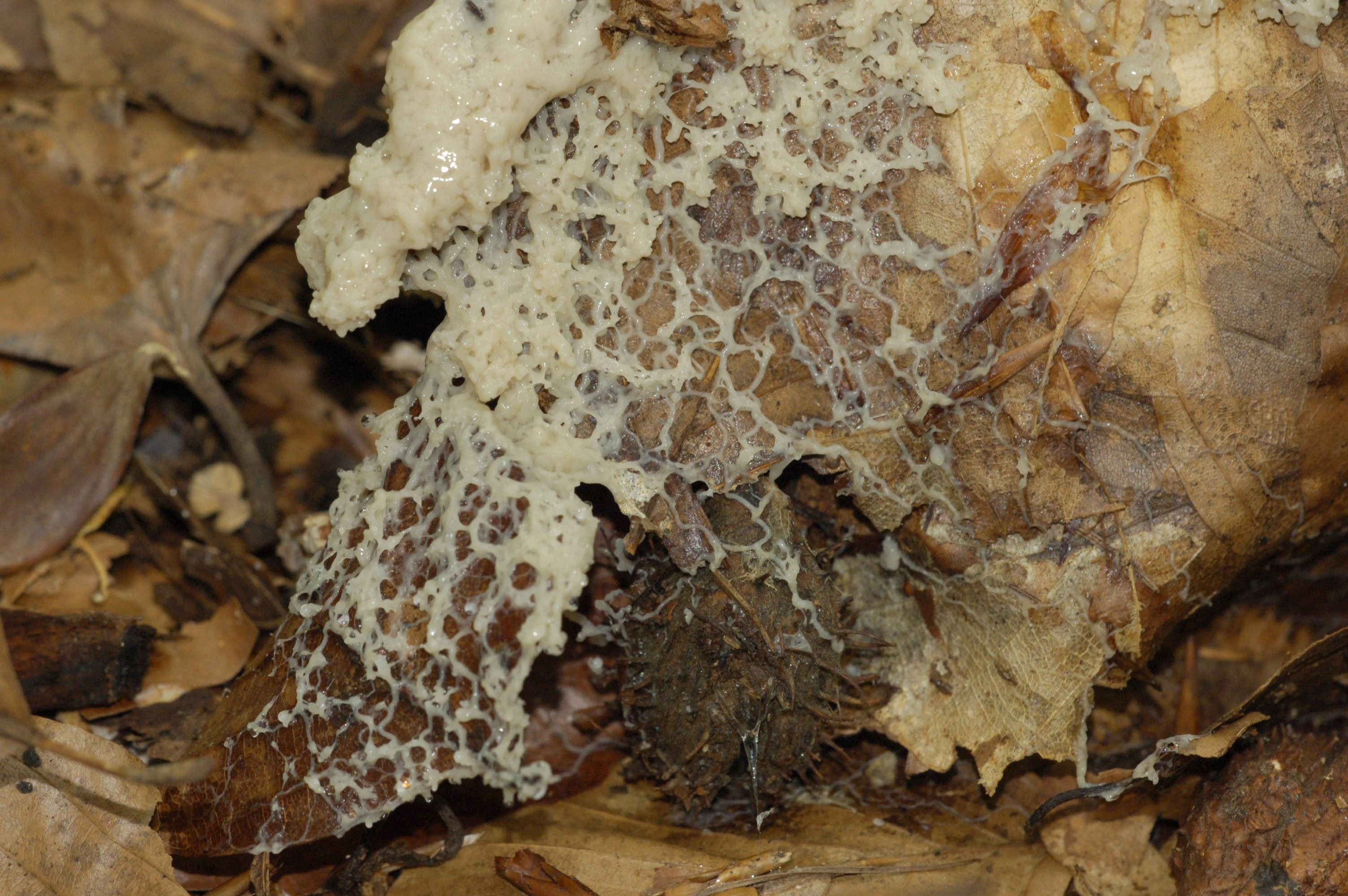
Плазмодий, формирующий плодовое тело

Жизненный цикл миксомицетов начинается с гаплоидных спор. Из них, в зависимости от влажности окружающей среды, формируются или жгутиковые зооспоры, или амёбоидные миксамёбы. Промежуточную стадию между ними принято называть мастигамёбами. При неблагоприятных условиях зооспоры и миксамёбы способны переходить в состояние покоя, образуя микроцисту.
В результате слияния двух гаплоидных клеток образуются диплоидные клетки. Из них путём множественных синхронизированных митозов развивается плазмодий — многоядерная, сложно дифференцированная клетка, покрытая только плазматической мембраной. Плазмодий обладает отрицательным фототаксисом и положительными гидро-, рео- и трофотаксисом, то есть стремится к затенённым влажным местам с большим количеством питательных веществ. При неблагоприятных условиях плазмодии могут формировать покоящиеся стадии — сферулы и/или склероции.
При определённых условиях плазмодии переходят к формированию спороношений. Все таксисы меняются на обратные. В результате получаются спорофоры, которые содержат гаплоидные споры, образовавшиеся посредством мейоза. На этом жизненный цикл замыкается.

### Споры
После разрушения спорофора споры претерпевают период покоя, который иногда может длиться несколько десятков лет. Споры у большинства миксомицетов сферические, реже эллипсоидальные и яйцевидные. Цвет споровой массы и отдельных спор в проходящем свете — важные диагностические признаки. Оболочка спор может быть снабжена такими структурами как бородавочки (с закруглённой вершиной) и шипы (с заострённой вершиной), но бывают и гладкие споры.

### Миксамёбы и зооспоры
Миксамёбы лишены жёсткой клеточной стенки и способны перемещаться по субстрату с помощью псевдоподий. При повышенной влажности они способны за 1,5—2 часа переходить в стадию зооспоры и обратно. В условиях уменьшения влажности и недостатка питания миксамёбы и зооспоры могут образовывать микроцисты с плотными полисахаридными оболочками. При наступлении благоприятных условий микроцисты могут прорасти даже после длительного замораживания и высушивания. При этом оболочка растрескивается и из неё выходят новые миксамёбы или зооспоры.

### Плазмодии

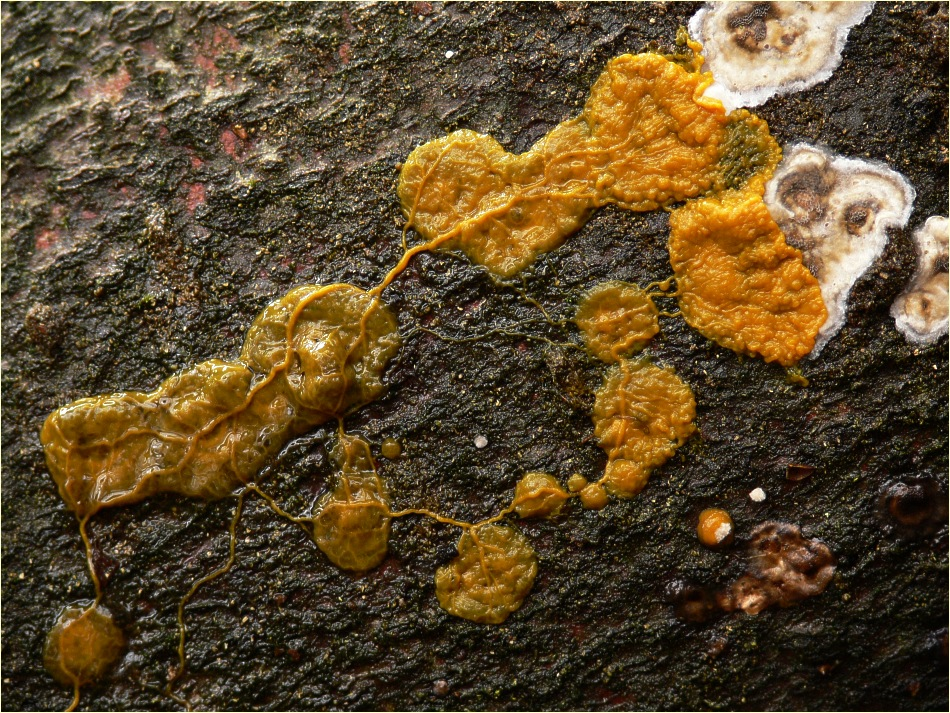
Плазмодий Physarum polycephalum

Способность к образованию плазмодиев является уникальной чертой миксомицетов. Они представляют собой многоядерную трофическую стадию, способную к амёбоидному движению. Скорость плазмодия может достигать 0,1—0,4 мм в минуту. В плазмодии наблюдаются ритмичные токи цитоплазмы.
Различают три основных морфологических типа плазмодиев:
- Протоплазмодий — имеет микроскопические размеры. В нём отсутствуют ритмические токи цитоплазмы. Встречается у представителе порядков Echinosteliales и Cribrariales.
- Афаноплазмодий — характеризуется отсутствием развитого слизевого чехла и наличием особой стадии «коралла» перед началом формирования спорофоров. Характерен для представителей порядка Stemonitidales. Наиболее устойчив к обезвоживанию[13].
- Фанероплазмодий — обладает слизистым чехлом и ритмичными токами цитоплазмы. Часто бывает ярко окрашен. Наиболее характерен у представителей порядка Physarales, но имеется и у некоторых представителей Cribrariales.

Иногда выделяют ещё один тип плазмодия, занимающий по морфологии промежуточное положение между афаноплазмодием и фанероплазмодием. Он характеризуется наличием токов цитоплазмы, но имеет меньшие размеры и более слабую пигментацию. Такой тип плазмодия характерен для представителей порядка Trichiales.
В неблагоприятных условиях плазмодии могут образовывать склероции или фрагментироваться на отдельные сгустки цитоплазмы, покрытые плотной оболочкой — сферулы.

### Спороношения
Выделяют четыре основных типа спороношений миксомицетов, между которыми бывают промежуточные варианты:
- Плазмодиокарпы — наиболее простой тип спорофоров. Образуется при созревании плазмодия, покрытого общей оболочкой, почти без изменения его конфигурации. По форме представляется собой короткие или длинные шнуры, вытянутые ветвящиеся или сетчатые образования.
- Спорангии — шаровидные, овальные, колончатые или другие спороносные структуры, формирующиеся в результате дробления плазмодия. Могут быть сидячими или на ножках.
- Псевдоэталии образуются при срастании спорангиев боковыми стенками и потере ими индивидуальности, с сохранением возможности подсчитать количество спорангиев.
- Эталии — тип спорофоров, образующийся при срастании спорангиев с полной потерей их индивидуальности. Представляют собой подушковидные образования, покрытые общей оболочкой (кортексом).

Типы спорофоров
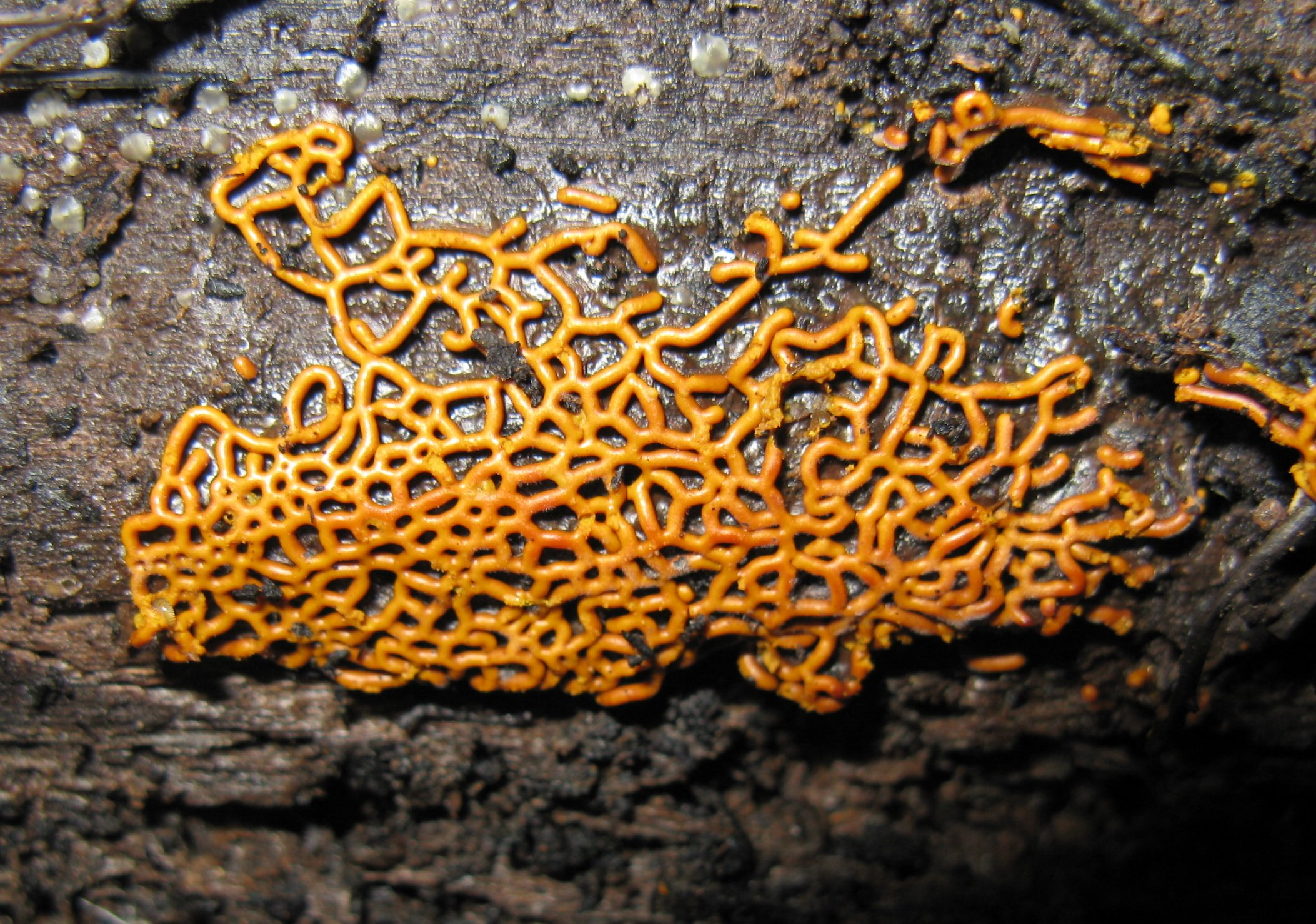
Плазмодиокарп Hemitrichia serpula
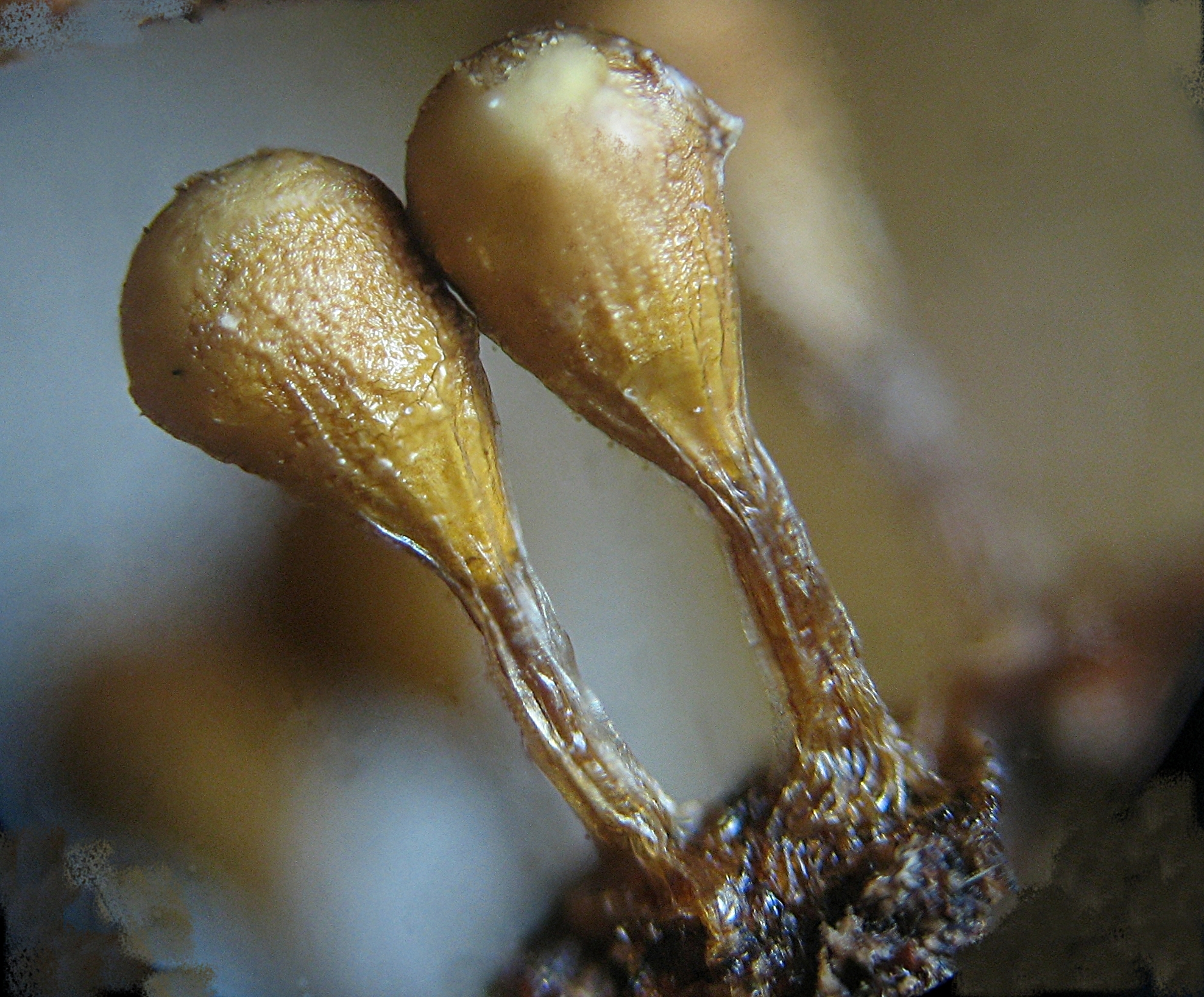
Спорангии Trichia decipiens
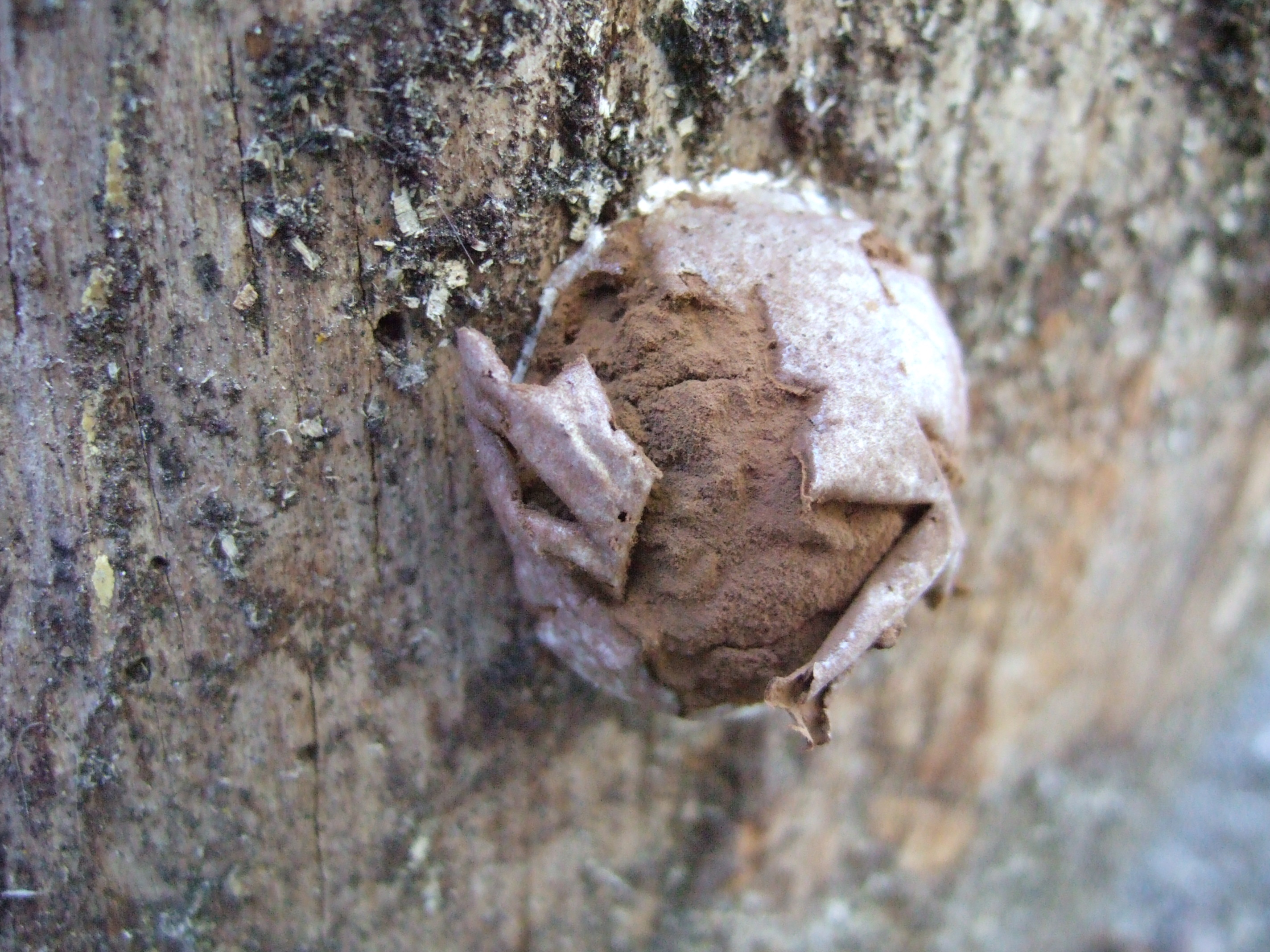
Эталий Reticularia lycoperdon
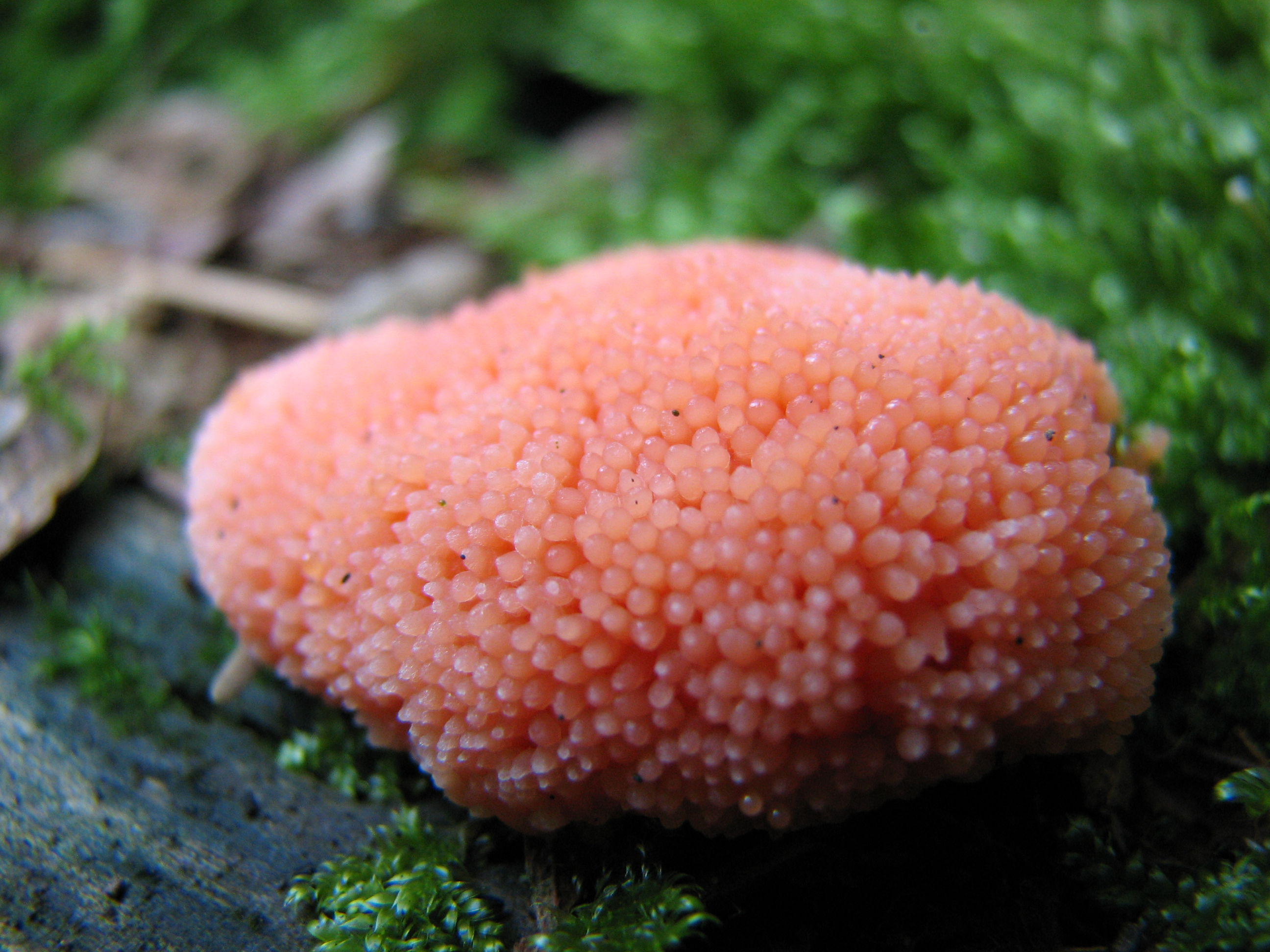
Псевдоэталий Tubifera ferruginosa

## Экология
Трофические стадии миксомицетов, такие как миксамёбы, представляющие собой доминирующую группу почвенных простейших, питаются бактериями. Бо́льшую часть информации об экологии этих организмов получают при изучении их спорофоров, из-за чего исследователи в основном имеют дело с данными об их расселительных стадиях.
На основании изучения особенностей распространения спорофоров выделяют следующие эколого-трофические группы:
- Лигнофильные — встречаются на гниющей древесине. Самая большая группа, включающая до 70 % известных миксомицетов. Большинство из них обладают макроскопическими размерами. Пики спороношений наблюдаются с середины лета до поздней осени.
- Кортикальные — обитают на коре живых деревьев и кустарников. Обычно небольшие (от 100 мкм до 1—2 мм). Доминируют в пустынях и местах с высокой антропогенной нагрузкой.
- Подстилочные и почвенные — питаются в верхнем почвенном слое. Спороношения образуют на растительных остатках. Видовой состав в разных слоях листового опада неоднороден[16].
- Копрофильные — обитают на выветренном помёте растительноядных млекопитающих и птиц. Наибольшего разнообразия достигают в зонах аридного климата. За всё время исследования было обнаружено 114 видов копрофильных миксомицетов, 16 из которых были специфичны для данного типа субстрата[17]. Представителей этой группы редко находят в полевых условиях. Основным методом их изучения является метод «влажной камеры». В отличие от грибов, большинство копрофильных миксомицетов не проходят через желудочно-кишечный тракт животных, а заселяют субстрат спустя продолжительное время. В то же время, споры некоторых видов обладают толстыми стенками, что может быть адаптацией к прохождению через пищеварительную систему[17].
- Бриофильные — обитают на мхах. Часто ассоциированы с микроскопическими водорослями. Являются самой малочисленной группой, включающей менее 5 % известных видов. Большинство представителей имеют микроскопические размеры. Появляются поздней осенью.
- Нивальные — развиваются весной на растительных остатках возле тающего снега. Наибольшего разнообразия достигают в альпийских и субальпийских районах северного полушария[18], но могут встречаться и в горах южного полушария[19] и на равнинах[20]. Для развития спороношений нивальных миксомицетов необходимо наличие снежного покрова в осенние месяце для предотвращения промерзания почвы[3].

Один и тот же вид миксомицетов может обитать на разных типах субстрата и потому может быть отнесён к разным эколого-трофическим группам.

## Таксономия

### Классическая система
Класс Myxomycetes включает пять порядков.

#### Echinosteliales
Порядок Echinosteliales включает 2 семейства — Echinosteliaceae и Clastodermataceae. Эхиностелиевые рассматриваются как наиболее близкая к протостелиевым группа миксомицетов. Это заключение носит предварительный характер, так как ультраструктура жгутиков зооспор некоторых протостелиевых и видов рода Echinostelium отличается. В то же время наблюдается значительное сходство в строении одноядерных миксамёб протостелиевых и протоплазмодия эхиностелиевых, а также сходство морфологии плодовых тел у представителей обеих групп. Очевидно, для выяснения положения рода Echinostelium требуются дополнительные молекулярно-биологические исследования.

#### Liceales

Спорофоры Lycogala epidendrum (Liceales, Reticulariaceae) на гнилом пне липы мелколистной (Tilia cordata) в парке Ботанического Института в Вильнюсе (Литва)

Порядок Liceales включает 3 семейства: Liceaceae, Reticulariaceae, Cribrariaceae, для представителей которых характерно отсутствие капиллиция. Однако этот признак встречается также у рода Perichaena из порядка Trichiales. Некоторые виды рода Licea обладают сходными признаками с Perichaena (Trichiales) и Listerella (Liceales), что ставит под сомнение гомогенность рода в современном понимании его объёма.

#### Trichiales
Порядок Trichiales включает 2 семейства: Dianemataceae и Trichiaceae. Границы между родами не всегда чётко определены, так же как и их положение в системе. У видов первого нити капиллиция сплошные, у второго — полые. В пределах этого семейства усложнение капиллиция происходило как за счёт усложнения системы капиллиция в целом, так и её отдельных элементов. Наиболее просто устроен капиллиций у представителей рода Perichaena, состоящий из редко ветвящихся трубочек. Очевидно, такой тип можно рассматривать как плезиоморфный признак. Отсутствие чётко выраженного протока в нитях капиллиция у видов рода Prototrichia, возможно, потребует пересмотра положения этого рода в семействе Trichiaceae. Следующим этапом усложнения капиллиция считается появление почти неорнаментированных и не связанных с перидием элатер, как у представителей рода Oligonema. У видов рода Trichia заметно усложнение орнаментации нитей капиллиция за счёт образования на них шипиков и спиральных утолщений. Связь капиллиция с перидием и образование сети нитей, а также их способность вытягиваться при созревании спорангия и изменении влажности, что приводит к растрескиванию перидия, является следующим этапом дифференциации этой структуры. Подобный тип характерен для родов Arcyria и Hyporhamma. Основное отличие между ними заключается в различной орнаментации отдельных трубочек капиллиция.

#### Stemonitales
Порядок Stemonitales включает единственное семейство Stemonitidaceae. В пределах семейства имеются роды с весьма размытым ареалом. Это — Comatricha, Stemonitis, Stemonaria, Stemonitopsis, Symphytocarpus.

#### Physarales
Порядок Physarales включает два семейства Physaraceae и Didymiaceae. На основании наблюдений за развитием спорофоров и в результате электронно-микроскопических исследований роды Diachea, Elaeomyxa, Leptoderma были перемещены из Stemonitales в Physarales. Что касается родов Diachea и Leptoderma, то развитие спорофора по субгипоталлическому типу и наличие у видов этих родов фанероплазмодия указывают на их принадлежность к порядку Physarales.

### Филогенетическая система
В 2019 году была предложена система миксомицетов, основанная на последовательностях гена малой субъединицы рРНК, и отражающая их филогенетические связи:
- Подкласс Lucisporomycetidae Leontyev, Schnittler, S.L. Stephenson, Novozhilov & Shchepin — включает представителей со светлыми спорами без меланина.
  - Надпорядок Cribrariidia
    - Порядок Cribrariales T. Macbr.
      - Семейство Cribrariaceae Corda

  - Надпорядок Trichiidia
    - Порядок Liceales E. Jahn
      - Семейство Liceaceae Chevall.

    - Порядок Reticulariales Leontyev, Schnittler, S.L. Stephenson, Novozhilov & Shchepin
      - Семейство Reticulariaceae Chevall.

    - Порядок Trichiales Chevall.
      - Семейство Trichiaceae Chevall.
      - Семейство Dianemataceae T. Macbr.

  - Lucisporomycetidae incertae sedis (светлоспоровые роды с неясным систематическим положением)
    - Arcyriatella Hochg. & Gottsb.
    - Calonema Morgan
    - Minakatella G. Lister
    - Trichoides Novozh., Hoof & Jagers
- Подкласс Columellomycetidae Leontyev, Schnittler, S.L. Stephenson, Novozhilov & Shchepin — включает преимущественно представителей с тёмной споровой массой, окраска которой определяется содержанием меланина.
  - Надпорядок Echinosteliidia
    - Порядок Echinosteliales G. W. Martin
      - Семейство Echinosteliacea Rostaf. ex Cooke

  - Надпорядок Stemonitidia
    - Порядок Clastodermales Leontyev, Schnittler, S.L. Stephenson, Novozhilov & Shchepin
      - Семейство Clastodermataceae Alexop. & T. E. Brooks

    - Порядок Meridermatales Leontyev, Schnittler, S.L. Stephenson, Novozhilov & Shchepin
      - Семейство Meridermataceae Leontyev, Schnittler, S.L. Stephenson, Novozhilov & Shchepin

    - Порядок Physarales T. Macbr.
      - Семейство Didymiaceae Rostaf. ex Cooke
      - Семейство Lamprodermataceae T. Macbr.
      - Семейство Physaraceae Chevall.

    - Порядок Stemonitidales T. Macbr.
      - Семейство Amaurochaetaceae Rostaf. ex Cooke
      - Семейство Stemonitidaceae Fr.

  - Columellomycetidae incertae sedis (темноспоровые роды с неясным систематическим положением)
    - Diachea Fr.
    - Echinosteliosis Reinhardt & L. S. Olive
    - Leptoderma G. Lister
    - Paradiachea Hertel
    - Protophysarum M. Blackw. & Alexop.
    - Trabrooksia H. W. Keller
    - Willkommlangea Kuntze